# José Manuel de la Torre
José Manuel de la Torre Menchaca (Guadalajara el 13 de noviembre de 1965) más conocido como Chepo, es un director técnico y exfutbolista mexicano. Actualmente está sin club.
Como futbolista jugó para las Chivas, Real Oviedo de España, Puebla, Cruz Azul, Tigres y Necaxa. Es hermano de Néstor de la Torre Menchaca (quien fuese presidente del Club Deportivo Guadalajara) y de igual forma, primo de Eduardo de la Torre, exfutbolista y director deportivo del Cruz Azul. Actualmente se encuentra sin equipo después de ser cesado del Puebla F.C después de una temporada

## Futbolista
Como jugador, debutó en el año de 1982 con el Club Deportivo Guadalajara con el cual llegó a ser campeón en la temporada 1986-1987, también se consagró con el Puebla en la temporada 1989-1990 y con el Necaxa en el Torneo Invierno 1998.
En el año de 1988 emigró a la Primera División de España con el Real Oviedo donde permaneció una temporada.

### Selección nacional
Jugó algunos partidos con la Selección Mexicana, en la que debutó el martes 6 de octubre de 1987, pero nunca logró disputar una Copa Mundial. En un partido eliminatorio contra Costa Rica en el entonces Estadio Azulgrana, jugó unos minutos como portero por la expulsión de Jorge Campos cuando ya no había cambios disponibles.
 Participaciones en Copa Oro 
| Copa                            | Sede           | Resultado    |
| ------------------------------- | -------------- | ------------ |
| Copa de Oro de la Concacaf 1991 | Estados Unidos | Tercer lugar |

## Entrenador
Tras su retiro como futbolista el "Chepo" inició siendo Auxiliar Técnico de varios entrenadores como Mario Carrillo, Raúl Arias, Leo Beenhakker, Manuel Lapuente, entre otros, en su preparación como director técnico en el Club América. Incluso llegó a dirigir a las Águilas en un clásico en Estados Unidos mientras Beenhakker atendía asuntos en México.

### Club Deportivo Guadalajara
En la fecha 11 del Torneo Clausura 2006 tras el cese de Hans Westerhof como entrenador del Guadalajara José Manuel de la Torre por fin recibió la oportunidad de poder dirigir a un club, el cual fue el club que lo vio nacer futbolísticamente, se estrenó el sábado 18 de marzo y su debut no pudo ser mejor, al vencer con marcador de 1-0 al Cruz Azul, en ese torneo llevó al equipo hasta la liguilla, siendo eliminados en semifinales por el Pachuca equipo que a la postre sería el campeón de dicho certamen.
Para el Torneo Apertura 2006 José Manuel volvió a meter a su equipo a la liguilla, enfrentándose en la final del torneo al Deportivo Toluca dirigido en ese entonces por el argentino Américo Gallego, en esa final suscitada la vuelta en el Estadio Nemesio Díez las Chivas lograron su undécimo campeonato de liga y el "Chepo" obtuvo su primer título como entrenador.
José Manuel de la Torre siguió en Chivas hasta el Torneo Apertura 2007 cuando fue destituido de su cargo el 27 de septiembre.

### Deportivo Toluca
El día lunes 2 de junio de 2008 comenzó una nueva etapa en su vida profesional ya que de cara al Torneo Apertura 2008 se hizo oficial su incorporación al Deportivo Toluca el cual es su segundo equipo como técnico en el fútbol mexicano, supliendo en el cargo al entrenador argentino José Néstor Pekerman.
En su primer torneo al mando del equipo logró su segundo título como entrenador al vencer el domingo 14 de diciembre de 2008 en la final a través de la serie de penales al Cruz Azul, dándole así al Deportivo Toluca su noveno título de liga en la historia.
Para el Torneo Bicentenario 2010 volvió a obtener el título, venciendo al Santos Laguna en penales, y así coronar al Deportivo Toluca como el Tercer mejor equipo en la historia del Torneo Mexicano de Fútbol, solo después de las Chivas del Guadalajara, que ostentan 12, títulos nacionales y el América con 15
títulos.

### Selección Mexicana
Después del Mundial de Sudáfrica 2010, se le consideró uno de los principales candidatos para suplir a Javier Aguirre al mando de la Selección Mexicana de Fútbol, tras la renuncia de este último. Finalmente, el 18 de octubre de 2010 fue nombrado el nuevo entrenador de la Selección Mexicana de Fútbol. 
El 9 de febrero del 2011 tuvo su primer partido al frente de la selección, enfrentando a Bosnia Herzegovina, partido que ganó con un marcador de 2-0.
Su desempeño al frente de la Selección nacional se ha visto empañado tras los malos resultados en el 2013 que hacen peligrar la clasificación al Mundial de Brasil 2014. Asimismo, el mediocre desempeño de la Selección Mexicana en la Copa Confederaciones 2013 (eliminación en primera ronda), así como las dos derrotas ante Panamá tanto en primera vuelta como en semifinales de la Copa de Oro 2013 desencadenaron una serie de críticas de la prensa y de la afición. Fue despedido el 7 de septiembre de 2013 tras la derrota ante Honduras en el Azteca en la 7.ª jornada del hexagonal final rumbo a Brasil 2014 siendo sustituido por su asistente, Luis Fernando Tena.

### Club Deportivo Guadalajara (2.ª Etapa)
El 7 de octubre de 2014, después de más de 1 año sin dirigir, regresó al Club Deportivo Guadalajara para el Torneo Apertura 2014 con el objetivo de salvar al club del descenso, luego de que el técnico Carlos Bustos presentara su renuncia por los malos resultados obtenidos en el torneo. El equipo mostró una gran mejoría en el Torneo Clausura 2015 donde no sólo evadió fácilmente el descenso sino que llevó al equipo al superliderato en una parte del torneo para calificar a liguilla. En cuartos de final pasó por encima del Atlas con global de 4-1 y llegó a semifinal, donde cayó con el Santos, que a la postre sería el campeón, con global de 3-0. Finalmente tras solo tener 7 puntos en 8 partidos del Apertura 2015, Chepo de la Torre fue despedido por los malos resultados.

### Club Santos Laguna
De la Torre llega a Santos con el objetivo de sacarlo de los últimos lugares y convertirlo en un equipo protagonista que pelee el título. El 15 de agosto de 2016 el Santos Laguna anunció a de la Torre como nuevo entrenador santista.
Durante su primer torneo terminó en la decimoquinta posición con 16 puntos. El equipo mostró mejoría en el Clausura 2017 donde a pesar de que empató en la mayoría de los juegos en la fase regular fueron suficientes para calificar a liguilla en la sexta posición. Ahí se enfrentó su ex-equipo el Toluca en cuartos de final en donde perdió por 4-3 global. Finalmente el 18 de septiembre sería despedido después de perder 3-1 ante el Cruz Azul y dejando el equipo en posición 15.

### Deportivo Toluca (2.ª Etapa)
El 18 de noviembre de 2019, después de casi 2 años sin dirigir, Toluca mediante un comunicado oficial, oficializa el regreso del Chepo a la dirección técnica a partir del Clausura 2020, con el objetivo de calificar al Toluca tras 2 torneos consecutivos sin poder clasificar a la liguilla.
En su primer torneo con los diablos no le fue nada bien, con solo 2 victorias y terminando 15 en la tabla general en un torneo que se canceló por la pandemia. Al siguiente torneo donde en las primeras 6 jornadas el equipo se colocó segundo de la tabla general con 4 victorias (tres de ellas fueron consecutivas), luego después vino una racha negativa de 6 partidos consecutivos sin poder ganar en donde sólo sumó 2 puntos de 18 posibles con 4 derrotas y 2 empates. Finalmente sería destituido el 28 de septiembre dejando al equipo en la Posición 10.

### Puebla F.C.
El 22 de mayo de 2024, se anuncia su llegada al Puebla de México.No obstante, el 15 de noviembre, fue relevado de sus funciones después de una mala actuación en el Apertura 2024.

## Trayectoria

### Como jugador
Clubes
| Club        | País   | Año         |
| ----------- | ------ | ----------- |
| Chivas      | México | 1982 - 1988 |
| Real Oviedo | España | 1988 - 1989 |
| Club Puebla | México | 1989 - 1991 |
| Cruz Azul   | México | 1991 - 1993 |
| Chivas      | México | 1993 - 1995 |
| Tigres UANL | México | 1995 - 1996 |
| Club Puebla | México | 1997        |
| Club Necaxa | México | 1997 - 1999 |

Selección nacional 
| Club                | País   | PJ | Goles | Periodo     |
| ------------------- | ------ | -- | ----- | ----------- |
| Selección de México | México | 28 | 6     | 1987 - 1992 |

### Como entrenador
Clubes
| Club                       | País   | Año         |
| -------------------------- | ------ | ----------- |
| Club América               | México | 2003-2004   |
| Club Deportivo Guadalajara | México | 2006 - 2007 |
| Deportivo Toluca           | México | 2008 - 2010 |
| Selección Mexicana         | México | 2010 - 2013 |
| Club Deportivo Guadalajara | México | 2014 - 2015 |
| Club Santos Laguna         | México | 2016 - 2017 |
| Deportivo Toluca           | México | 2020        |
| Club Puebla                |        | 2024        |

## Palmarés

### Como jugador

#### Campeonatos nacionales
| Título       | Club        | País   | Año           |
| ------------ | ----------- | ------ | ------------- |
| 1.ª División | Guadalajara | México | 1986-1987     |
| 1.ª División | Puebla      | México | 1989-1990     |
| 1.ª División | Necaxa      | México | Invierno 1998 |

### Como entrenador

#### Campeonatos nacionales
| Título       | Club        | País   | Año               |
| ------------ | ----------- | ------ | ----------------- |
| 1.ª División | Guadalajara | México | Apertura 2006     |
| 1.ª División | Toluca      | México | Apertura 2008     |
| 1.ª División | Toluca      | México | Bicentenario 2010 |

#### Campeonatos selecciones
| Título            | Equipo              | Sede           | Año  |
| ----------------- | ------------------- | -------------- | ---- |
| Copa Oro CONCACAF | Selección de México | Estados Unidos | 2011 |

## Distinciones individuales
| Título                   | Club        | País   | Año               |
| ------------------------ | ----------- | ------ | ----------------- |
| Balón de Oro al Mejor DT | Guadalajara | México | Apertura 2006     |
| Balón de Oro al Mejor DT | Toluca      | México | Apertura 2008     |
| Balón de Oro al Mejor DT | Toluca      | México | Bicentenario 2010 |

| Predecesor: Hans Westerhof   | Entrenador del Club Deportivo Guadalajara 2006-2007   | Sucesor: Efraín Flores          |
| Predecesor: Ricardo La Volpe | Entrenador del Club Deportivo Guadalajara 2014-2015   | Sucesor: Matías Almeyda         |
| Predecesor: Javier Aguirre   | Entrenador campeón de la Copa Oro de la Concacaf 2011 | Sucesor: Víctor Manuel Vucetich |